# Astana-Premier Tech/Saison 2021
Diese Liste beschreibt den Kader und die Siege des Radsportteams Astana-Premier Tech in der Saison 2021.

## Kader
| Teamkader 2021                            | Teamkader 2021     | Teamkader 2021 | Teamkader 2021                       |
| Name                                      | Geburtsdatum       | Land           | Vorheriges Team                      |
| ----------------------------------------- | ------------------ | -------------- | ------------------------------------ |
| Alex Aranburu                             | 19. September 1995 | Spanien        | Caja Rural-Seguros RGA (2019)        |
| Samuele Battistella                       | 14. November 1998  | Italien        | NTT Pro Cycling (2020)               |
| Manuele Boaro                             | 12. März 1987      | Italien        | Bahrain-Merida (2018)                |
| Gleb Brussenski                           | 18. April 2000     | Kasachstan     | Vino-Astana Motors (2020)            |
| Rodrigo Contreras                         | 2. Juni 1994       | Kolumbien      | EPM (2018)                           |
| Stefan de Bod                             | 17. November 1996  | Südarfika      | NTT Pro Cycling (2020)               |
| Jewgeni Fjodorow                          | 16. Februar 2000   | Kasachstan     | Vino-Astana Motors (2020)            |
| Fabio Felline                             | 29. März 1990      | Italien        | Trek-Segafredo (2019)                |
| Omar Fraile                               | 17. Juli 1990      | Spanien        | Dimension Data (2017)                |
| Jakob Fuglsang                            | 22. März 1985      | Dänemark       | RadioShack-Nissan (2012)             |
| Jewgeni Giditsch                          | 19. Mai 1996       | Kasachstan     | Vino-Astana Motors (2017)            |
| Jonas Gregaard                            | 30. Juli 1996      | Dänemark       | Riwal CeramicSpeed (2018)            |
| Dmitri Grusdew                            | 13. März 1986      | Kasachstan     | Ulan (2008)                          |
| Hugo Houle                                | 27. September 1990 | Kanada         | AG2R La Mondiale (2017)              |
| Ion Izagirre                              | 4. Februar 1989    | Spanien        | Bahrain-Merida (2018)                |
| Gorka Izagirre                            | 7. Oktober 1987    | Spanien        | Bahrain-Merida (2018)                |
| Merhawi Kudus                             | 23. Januar 1994    | Eritrea        | Dimension Data (2018)                |
| Alexei Luzenko                            | 7. September 1992  | Kasachstan     | Astana Continental (2012)            |
| Davide Martinelli                         | 31. Mai 1993       | Italien        | Deceuninck-Quick Step (2019)         |
| Juri Natarow                              | 28. Dezember 1996  | Kasachstan     | Astana City (2018)                   |
| Benjamin Perry                            | 7. März 1994       | Kanada         | Israel Cycling Academy (2020)        |
| Andrea Piccolo (1. Jan.–31. Mai)          | 23. März 2001      | Italien        | Colpack-Ballan (2020)                |
| Wadim Pronski                             | 4. Juni 1998       | Kasachstan     | Vino-Astana Motors (2019)            |
| Óscar Rodríguez                           | 6. Mai 1995        | Spanien        | Euskadi Basque Country-Murias (2019) |
| Javier Romo                               | 6. Januar 1999     | Spanien        | Baqué Ideus BH (2020)                |
| Luis León Sánchez                         | 24. November 1983  | Spanien        | Caja Rural-Seguros RGA (2014)        |
| Matteo Sobrero                            | 14. Mai 1997       | Italien        | NTT Pro Cycling (2020)               |
| Nikita Stalnow                            | 14. September 1991 | Kasachstan     | Astana City (2016)                   |
| Harold Tejada                             | 27. April 1997     | Kolumbien      | Medellín (2019)                      |
| Alexander Wlassow                         | 23. April 1996     | Russland       | Gazprom-RusVelo (2019)               |
| Artjom Sacharow                           | 27. Oktober 1991   | Kasachstan     | Seven Rivers (2015)                  |
|                                           |                    |                |                                      |
| Quellen: ProCyclingStats Cycling Archives |                    |                |                                      |

## Siege
| Siege    | Siege                                                            | Siege      | Siege  | Siege               | Siege |
| Datum    | Rennen                                                           | Staat      | Klasse | Sieger              |       |
| -------- | ---------------------------------------------------------------- | ---------- | ------ | ------------------- | ----- |
| 6. Apr.  | Baskenland-Rundfahrt, 2. Etappe                                  | Spanien    | 2.UWT  | Alex Aranburu       |       |
| 8. Apr.  | Baskenland-Rundfahrt, 4. Etappe                                  | Spanien    | 2.UWT  | Ion Izagirre        |       |
| 2. Jun.  | Critérium du Dauphiné, 4. Etappe                                 | Frankreich | 2.UWT  | Alexei Luzenko      |       |
| 17. Jun. | Russia National Road Cycling Championships - Men ITT             | Russland   | CN     | Alexander Wlassow   |       |
| 18. Jun. | Spanische Meisterschaften, Einzelzeitfahren der Männer           | Spanien    | CN     | Ion Izagirre        |       |
| 18. Jun. | Italienische Meisterschaften, Einzelzeitfahren der Männer        | Italien    | CN     | Matteo Sobrero      |       |
| 19. Jun. | Kasachische Straßen-Radmeisterschaft im Straßenrennen der Männer | Kasachstan | CN     | Jewgeni Fjodorow    |       |
| 20. Jun. | Spanische Meisterschaften, Straßenrennen der Männer              | Spanien    | CN     | Omar Fraile         |       |
| 25. Jun. | Eritreische Meisterschaften, Einzelzeitfahren der Männer         | Eritrea    | CN     | Merhawi Kudus       |       |
| 25. Jul. | Prueba Villafranca de Ordizia                                    | Spanien    | 1.1    | Luis León Sánchez   |       |
| 10. Sep. | Kanadische Meisterschaften, Einzelzeitfahren Männer              | Kanada     | CN     | Hugo Houle          |       |
| 11. Okt. | Coppa Agostoni                                                   | Italien    | 1.1    | Alexei Luzenko      |       |
| 17. Okt. | Veneto Classic                                                   | Italien    | 1.1    | Samuele Battistella |       |